# گیدئون ادلون
گیدئون اَدلون (Gideon Adlon؛ زادهٔ ۳۰ مارس ۱۹۹۷) یک هنرپیشه اهل ایالات متحده آمریکا است. او بیشتر به خاطر بازی در فیلم کمدی بازدارندگان (۲۰۱۸)، فیلم درام موستانگ (۲۰۱۹) و فیلم ترسناک حیله: میراث (۲۰۲۰) شناخته شده‌است. ادلون همچنین در سریال درام نتفلیکس جامعه (۲۰۱۹) بازی کرد. او همچنین برای بازی در نقش ویولت در بازی ویدیویی مردگان متحرک: فصل پایانی (۲۰۱۸) شناخته شده‌است.

## سنین جوانی و تحصیل
ادلون اهل لس آنجلس است و از طریق پدرش تابعیت آمریکا و آلمان را دارد. او بزرگترین دختر پاملا ادلون بازیگر و کارگردان فلیکس او. ادلون است. خواهران کوچکتر او اودسا آزیون و ولنتاین «راکی» هستند. پدربزرگ پدری او پرسی ادلون فیلمساز آلمانی و پدربزرگ مادری او دان سگال نویسنده و تهیه‌کنندهٔ آمریکایی است. پدربزرگ مادری او در خانواده ای یهودی به دنیا آمد و مادربزرگ مادری او که اصالتاً انگلیسی انگلیکان بود، به یهودیت گروید. او از طریق پدرش از تبار لورنز ادلون هتلدار آلمانی است.
ادلون یک سال در کالج کلمبیا شیکاگو در رشتهٔ عکاسی تحصیل کرد و سپس تصمیم گرفت به‌طور تمام وقت بازیگری را دنبال کند.

## فیلم‌شناسی

### فیلم
| سال  | عنوان            | نقش         | یادداشت‌ها |
| ---- | ---------------- | ----------- | --------- |
| ۲۰۱۸ | بازدارندگان      | سام لاک وود |           |
| ۲۰۱۹ | موستانگ          | مارتا کلمن  |           |
| ۲۰۱۹ | Skin in the Game | هیلی        |           |
| ۲۰۲۰ | حیله: میراث      | فرانکی      |           |
| ۲۰۲۱ | شکار ساحره       | کلر         |           |

### تلویزیون
| سال       | عنوان                     | نقش               | یادداشت‌ها                          |
| --------- | ------------------------- | ----------------- | ---------------------------------- |
| ۲۰۱۱      | لوئی                      | امی               | قسمت: «خواهرزاده»                  |
| ۲۰۱۶      | دختر با جهان ملاقات می‌کند | فلیسیتی           | قسمت: «دختری با مثلث ملاقات می‌کند» |
| ۲۰۱۶      | چیزهای بهتر               | جینا              | قسمت: «زنگ هشدار»                  |
| ۲۰۱۷      | هنگامی که ما برمی‌خیزیم    | آنی جونز نوجوان   | ۲ قسمت                             |
| ۲۰۱۷      | ذهن‌های جنایتکار           | کیتی هاموند       | قسمت: «آشپزخانه جهنمی»             |
| ۲۰۱۷      | جرم آمریکایی              | تریسی             | ۲ قسمت                             |
| ۲۰۱۹      | جامعه                     | بکا گلب           | ۱۰ قسمت                            |
| ۲۰۲۰      | روز به روز                | ژاکلین            | اپیزود: «مرا به خانه ببر»          |
| ۲۰۲۰      | مخالفان خورشیدی           | لیدیا (صدا)       | قسمت: «آرایه انتقال ماده»          |
| ۲۰۲۱–۲۰۲۲ | حاشیه اقیانوس آرام: سیاه  | هیلی تراویس (صدا) | نقش اصلی                           |
| ۲۰۲۲      | چیزی دربارهٔ پم            | ماریا دی          |                                    |
| ۲۰۲۲      | نبرد کیتی                 | زازا رویال (صدا)  | نقش اصلی                           |

### بازی‌های ویدئویی
| سال  | عنوان                    | نقش          | یادداشت‌ها |
| ---- | ------------------------ | ------------ | --------- |
| ۲۰۱۸ | مردگان متحرک: فصل پایانی | وایولت (صدا) |           |